# Changes (chanson de David Bowie)
Pour les articles homonymes, voir Changes.
Singles de David Bowie
Holy Holy
(janvier 1971) Starman
(avril 1972)
Pistes de Hunky Dory
Oh! You Pretty Things
(2)
Changes est une chanson de David Bowie parue en décembre 1971 sur l'album Hunky Dory, puis en single en janvier 1972. Elle passe inaperçue à sa sortie, mais devient au fil du temps l'une des chansons les plus célèbres de Bowie. Cet hymne au changement est considéré a posteriori comme un véritable manifeste musical.

## Histoire

### Enregistrement
Les séances d'enregistrement de l'album Hunky Dory prennent place aux studios Trident de Londres de juin à août 1971. Bowie est accompagné par les futurs Spiders from Mars : Mick Ronson à la guitare, Trevor Bolder à la basse et Mick Woodmansey à la batterie. La partie de piano est quant à elle interprétée par Rick Wakeman, qui joue sur le même instrument utilisé par Paul McCartney sur Hey Jude quelques années plus tôt.

### Parution et accueil

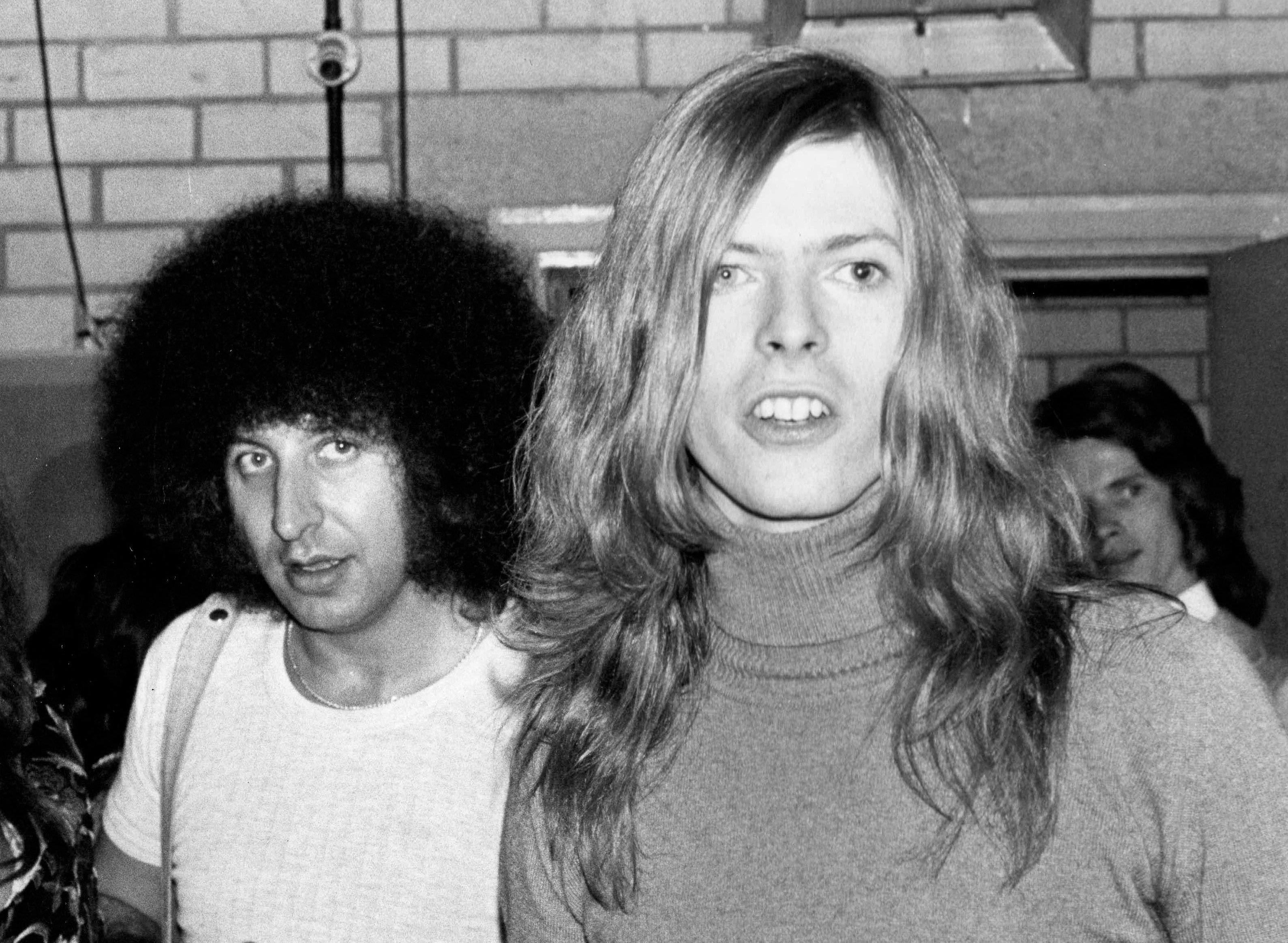
David Bowie avec son imprésario Tony Defries en 1971.

Hunky Dory sort le 17 décembre 1971 au Royaume-Uni et Changes en constitue le morceau d'ouverture. Trois semaines plus tard, le 7 janvier 1972, paraît le 45 tours Changes / Andy Warhol. Il s'agit du premier single de Bowie pour son nouveau label, RCA Records, et sa face B est une autre chanson tirée de l'album. C'est dans un premier temps un échec commercial, qui n'entre pas dans les hit-parades. Il doit attendre 1974 pour apparaître dans les charts américains, où il plafonne à la 41e place. Au Royaume-Uni, ce n'est qu'après la mort de Bowie, en janvier 2016, que Changes se classe parmi les meilleures ventes de singles britanniques, atteignant la 49e place.

### Postérité
Changes est l'une des chansons que Bowie a le plus interprétées sur scène tout au long de sa carrière ; pour Mark Spitz, « c'est une chanson de jeune qui a réussi à suivre David tout au long de sa carrière avec grâce et sans nostalgie ». Elle figure dans son répertoire scénique lors des tournées Ziggy Stardust Tour (1972-1973), Diamond Dogs Tour (1974), Isolar Tour (1976), Sound + Vision Tour (1990), 'hours…' Tour (1999-2000), Heathen Tour (2002) et A Reality Tour (2004). Elle apparaît ainsi sur les albums live suivants :
- David Live (1974) ;
- Ziggy Stardust: The Motion Picture (1983, enregistré en 1973) ;
- Bowie at the Beeb (2000, enregistré en 1972) ;
- A Reality Tour (2004) ;
- Live Santa Monica '72 (2008, enregistré en 1972) ;
- Live Nassau Coliseum '76 (2017, enregistré en 1976) ;
- Cracked Actor (Live Los Angeles '74) (2017, enregistré en 1974) ;
- Glastonbury 2000 (2018, enregistré en 2000).

Elle figure également sur de nombreuses compilations, donnant notamment son nom au best of ChangesOneBowie (1976).
Plusieurs artistes ont repris Changes, parmi lesquels :
- Butterfly Boucher sur la bande originale du film Shrek 2 (2004), en duo avec Bowie ;
- Seu Jorge en portugais sur la bande originale du film La Vie aquatique (2004) ;
- Lindsay Lohan sur la bande originale du film Le Journal intime d'une future star (2004) ;
- Shawn Mullins (en) sur la bande originale du film The Faculty (1998)[8].

En 2011, le magazine Rolling Stone inclut Changes à la 128e position de son classement des « 500 meilleures chansons de tous les temps ». En 2017, la chanson reçoit le Grammy Hall of Fame Award. Elle est également sélectionnée par le Rock and Roll Hall of Fame comme l'une des 660 « chansons qui ont façonné le rock 'n' roll ».

## Caractéristiques artistiques
Changes est une chanson pop dont l'instrument principal est le piano de Rick Wakeman. Matthieu Thibault souligne la manière dont cet instrument  « brode autour des compositions par contrechants, arpèges et emprunts harmoniques parfois osés ». La section rythmique reste en retrait, mais la production claire de Ken Scott permet d'apprécier son apport au morceau. Bowie interprète par ailleurs sur cette chanson l'un de ses premiers solos de saxophone.
Les paroles de la chanson évoquent le passage inexorable du temps et les changements qu'il apporte. Certains couplets semblent s'adresser avec virulence aux parents de la génération de Bowie et les accuser d'être responsables de la situation actuelle. Sans aller jusqu'à se faire le porte-parole de la jeunesse des années 1960, Bowie semble ici reprendre l'idée fondamentale de la chanson des Who My Generation, dont les bégaiements du refrain (« ch-ch-ch-ch-changes ») constituent par ailleurs un écho. Nicholas Pegg décèle également une part d'autobiographie dans les paroles, qui pourraient refléter l'amertume de Bowie vis-à-vis de ses échecs passés. La question de l'identité, récurrente dans son œuvre, apparaît également dans des vers comme « I turned myself to face me » (« je me suis retourné pour me faire face »).

## Fiche technique

### Chansons
Toutes les chansons sont écrites et composées par David Bowie.
| 1. | Changes     | 3:33 |
| 2. | Andy Warhol | 3:58 |

### Interprètes et équipe de production
- David Bowie : chant, saxophone alto, saxophone ténor
- Mick Ronson : guitare, chœurs, arrangements
- Trevor Bolder : basse
- Mick Woodmansey : batterie
- Rick Wakeman : piano
- ensemble de cordes
- Ken Scott : producteur[2]

### Classements et certifications
| Classement                     | Meilleure position | Année |
| ------------------------------ | ------------------ | ----- |
| États-Unis (Billboard Hot 100) | 41                 | 1975  |
| Royaume-Uni (UK Singles Chart) | 49                 | 2016  |

| Pays              | Certification | Date          | Ventes certifiées |
| ----------------- | ------------- | ------------- | ----------------- |
| Royaume-Uni (BPI) | Or            | 29 avril 2022 | 400 000           |